# Fatima Gallaire
Fatima Gallaire (geboren als Fatima Bourega am 7. August 1944 in El Harrouch, Algerien; gestorben 15. September 2020 in Paris) war eine französische Dramatikerin und Schriftstellerin, die sich in ihren Texten intensiv mit ihrem Geburtsland Algerien und der Rolle der Frauen in der arabischen Kultur beschäftigt hat.

## Leben
Bourega war 18 Jahre alt, als Algerien am 5. Juli 1962 seine Unabhängigkeit erklärte. Von 1963 bis 1967 studierte sie Französische Literatur an der Universität Algier und schloss mit dem Bachelor ab. Von 1967 bis 1970 nutzte sie einen Aufenthalt in Paris, um sich mit Kino und Film zu beschäftigen. Zurück in Algier arbeitete sie als Kulturreferentin an der Cinémathèque in Algier. 1975 zog sie wieder nach Paris,  studierte Filmwissenschaft an der Universität Vincennes in Paris und machte 1980 ihren Abschluss. 1980 heiratete sie und nahm den Namen ihres Mannes Gallaire an. 1981 bekam sie Zwillinge, einen Jungen und ein Mädchen.
1985 begann sie für das Theater zu schreiben. Ihr erstes Stück war Haou Jitiou, das 1988 als Ah ! vous êtes venus là où il y a quelques tombes (Ah! Du bist dorthin gekommen, wo die Gräber sind) veröffentlicht wurde und später nur noch unter dem Kurztitel Princesses bekannt war. Die englische Übersetzung hat den Titel You have come back. Gallaire schrieb mehr als zwanzig Stücke in Französisch, die in zahlreiche Sprachen (Englisch, Italienisch, Deutsch, Spanisch, Usbekisch usw.) übersetzt und aufgeführt wurden, darunter Les Coépouses.
1991 schrieb sie ihren ersten Prosatext, den Jugendroman Le Mendigot. Dies ist einer der wenigen Texte, die unter dem Titel Der Herumtreiber auf Deutsch veröffentlicht wurden. Außerdem wurde die Erzählung Jessie ou l’appel du désert (deutsch: Jessie oder der Ruf aus der Wüste) in dem deutsch-französischen Sammelband Neuf nouvelles nouvelles – Neue französische Erzählungen veröffentlicht.

## Auszeichnungen
1987 erhielt sie einen Preis für neue Talente: den Prix SACD Nouveau Talent. 1990 erhielt sie den Prix Arletty, 1993 den Prix Malek Haddad der Fondation Nourredine Aba und 1994 den Prix Amic der Académie française für ihr gesamtes Theaterwerk.
Die Uraufführung von Princesses am Théâtre des Amandiers in Nanterre unter der Regie von Jean-Pierre Vincent wurde vom Syndicat de la critique 1990–1991 mit dem Preis für die beste Uraufführung eines Stücks in französischer Sprache ausgezeichnet.
Gallaire war eines von zehn Mitgliedern der Académie internationale des auteurs dramatiques de Châtillon-sur-Chalaronne. 2005 erhielt sie die Stipendien Bourse Beaumarchais und Bourse du Centre National du Livre.

## Werke (Auswahl)
Die Werke wurden unter dem Namen Fatima Gallaire veröffentlicht, den sie nach ihrer Heirat angenommen hatte. Gallaire begann ihre schriftstellerische Arbeit damit, Kurzgeschichten zu schreiben. Aus der Tradition des oralen Erzählens wurden daraus immer mehr Theaterstücke. Sie verfasste Erzählungen und Romane und veröffentlichte einen Gedichtband.
- Princesses ou Ah! vous êtes venus ... là où il y a quelques tombes. Editions des Quatre-vents, Paris 1991 (Originaltitel: Haou Jitiou. Erstausgabe:  1985).
- mit Sony Labou Tansi: Francophonie: 2 pièces. Moi, veuve de l'Empire de Sony Labou Tansi (Congo), suivi de Témoinage contre un homme stérile de Fatima Gallaire. L'Avant-Scène, Paris 1987.
- Jessie ou l’appel du désert. Syros, Paris 1988.
  - Jessie oder Der Ruf aus der Wüste. In: Gabriele Vickermann-Ribémont (Hrsg.): Neuf nouvelles nouvelles -  Neue französische Erzählungen. 10. Auflage. DTV, München 2014, ISBN 978-3-423-09299-9 (französisch, deutsch, Erstausgabe:  1992).
- Les Co-épouses. Editions des quatre-vents, Paris 1990.
- Le mendigot. Jugendbuch mit Illustrationen von Bruno Saint-Aubin. Hurtubise HMH, LaSalle / Québec 1991.
  - Der Herumtreiber. Aus dem Franz. von Nicola Derrien. Internationales Kulturwerk, Hildesheim 1994, ISBN 978-3-910069-51-0.
- Rimm la Gazelle. 1993.
- Il faut brûler tous les tambours. Mission livre et littérature du centre culturel La Noue, Montreuil 1994.
- Molly des sables. In: L'Avant-scène. Paris 1994.
- Au coeur, la brûlure. In: L'Avant-scène. Paris 1994.
- La beauté de l'icône. Éditions Théâtrales art et comédie, Paris 2003.
- Camaïeu. L’Œil du prince, Paris 2006.